# Karier
Karier (en rus: Карьер) és un poble (un possiólok) de l'óblast de Saràtov, a Rússia, segons el cens del 2010 tenia 21 habitants. Pertany al districte municipal de Volsk.